# Gazi Husrev

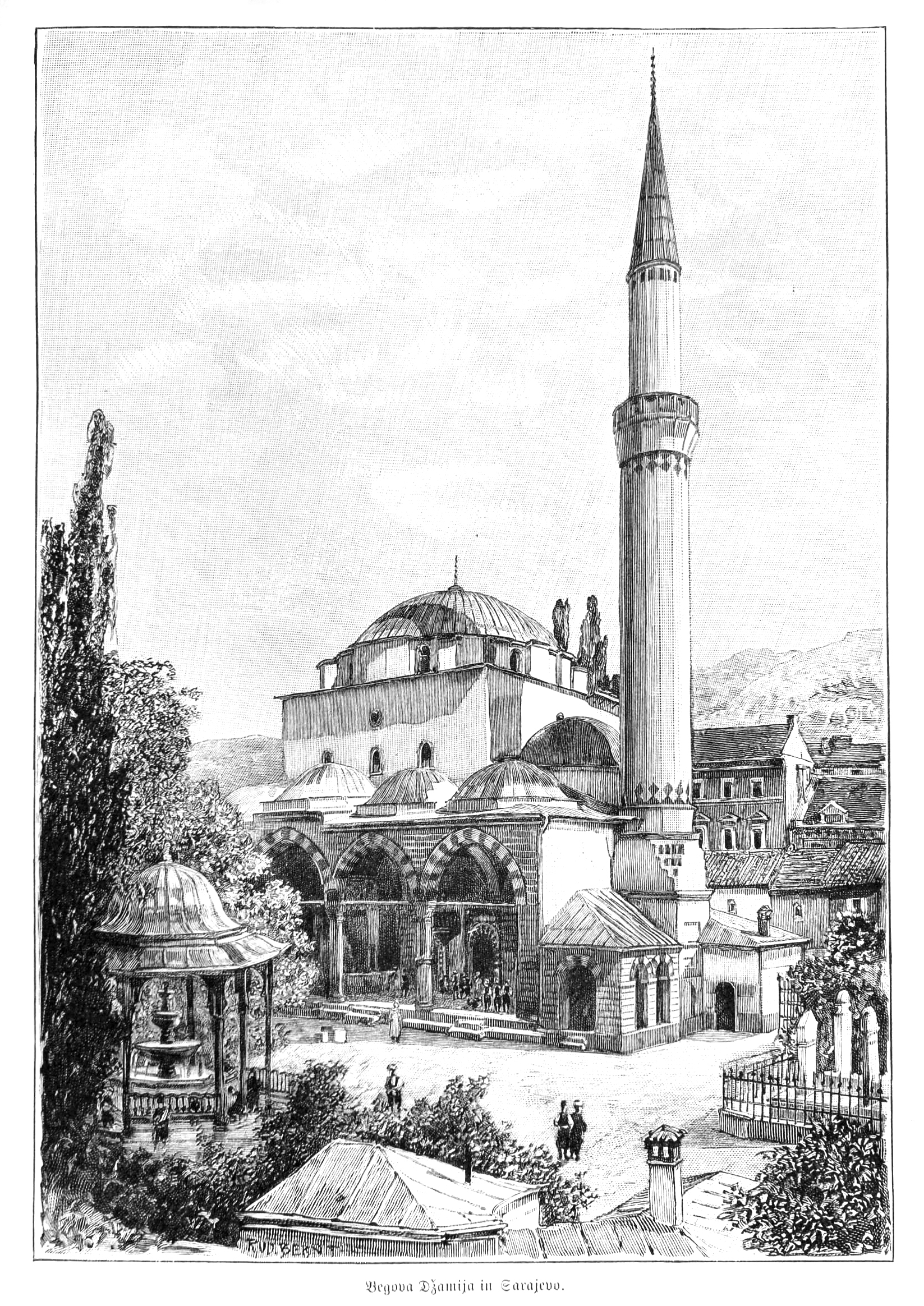
Mezquita de Gazi Husrev-beg en Sarajevo.

El bey Gazi Husrev o Gazi Husrev-beg (turco otomano: غازى خسرو بك, Gāzī Ḫusrev Beğ; turco moderno: Gazi Hüsrev Bey; 1480–1541) fue un sanjak-bey (gobernador) bosnio otomano del Sanjacado de Bosnia en 1521–1525, 1526–1534 y 1536–1541. Era conocido por sus exitosas conquistas y campañas para promover la expansión otomana en Croacia y Hungría, de ahí su apelativo de Gazi. 
Sin embargo, su legado más importante fue la gran contribución a la mejora del desarrollo estructural de Sarajevo y su área urbana. Ordenó y financió la construcción de edificios importantes, y en su testamento legó toda su riqueza para la construcción y apoyo a largo plazo de instalaciones e instituciones religiosas y educativas, como la mezquita de Gazi Husrev-beg y el complejo de la madrasa de Gazi Husrev-begova con la biblioteca Gazi Husrev-beg, también conocida como Kuršumlija.

## Biografía

### Orígenes
Husrev nació en Serres (Grecia). Su padre, Ferhad-beg, era un noble bosnio de Hum (actual Herzegovina), que trabajaba como oficial de un tribunal superior. Su madre, Selçuk Sultan, era hija del sultán Bayezid II.

### Carrera

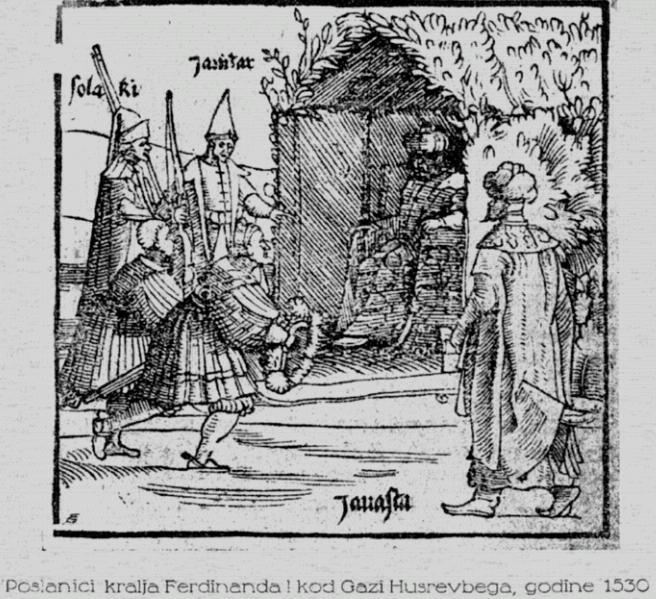
Delegación de los Habsburgo, Joseph Freiherr von Lamberg y Nikola Jurišić, frente a Gazi Husrev. Por Benedikt Kuripečič, 1530.

En menos de tres años conquistó las fortalezas de Knin, Skradin y Ostrovica. Fue nombrado sanjak-bey del Sanjacado de Bosnia el 15 de septiembre de 1521, convirtiéndose en uno de los hombres de mayor confianza del sultán Solimán I.
Pronto siguió una implacable campaña de conquista; las ciudades fortificadas de Greben, Sokol, Jezero, Vinac, Vrbaški Grad, Livač, Kamatin, Bočac, Udbina, Vrana, Modruč y Požega cayeron en sus manos.
Fundó, entre otros muchos edificios que mandó construir en la ciudad de Sarajevo, el vakuf, que estuvo activo allí hasta el siglo XX.
Gazi Husrev-beg jugó un papel crucial para vencer al ejército cristiano en la batalla de Mohács (1526). Sus 10.000 akıncıs y su caballería irregular, compuesta por turcos, bosnios y tártaros de Crimea, sirvieron como soldados de reserva en esa batalla. De acuerdo con la estrategia militar otomana, los akıncıs rodearon a los caballeros europeos mientras que la infantería turca hizo una retirada falsa después del primer asalto.

### Muerte

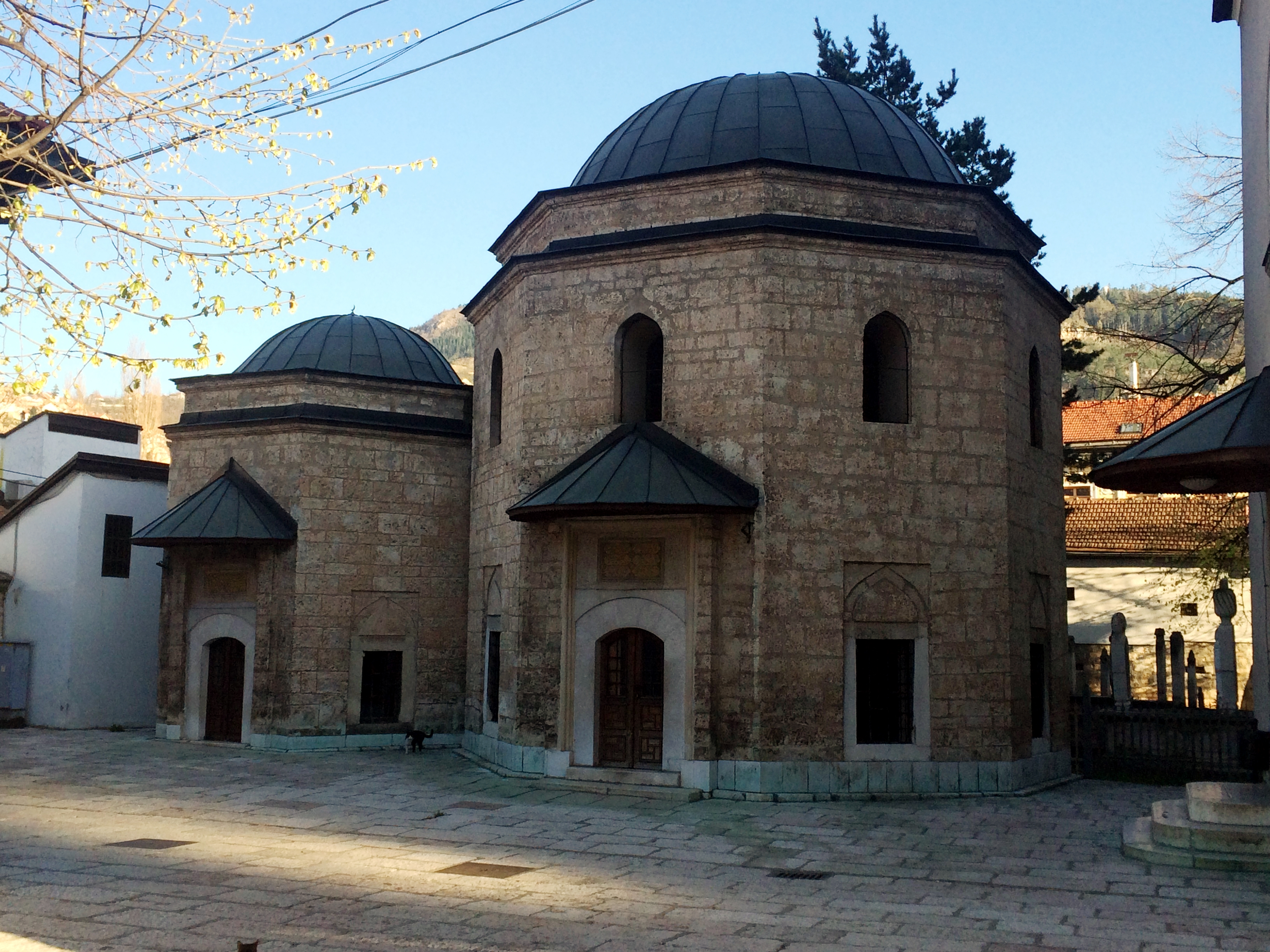
Turbe de Gazi Husrev-bey.

Las fuerzas de Gazi Husrev-beg lucharon contra un vacío de poder en Montenegro después de la muerte del aliado otomano, el señor montenegrino islamizado Skenderbeg Crnojević en 1528. En 1541, durante un levantamiento de la nobleza de Montenegro, se dispuso a proteger a los Crnojević y a la población local. Después de muchas batallas para mantener el orden en la región, aunque finalmente salió victorioso, fue asesinado mientras luchaba contra los rebeldes cristianos en Mokro, un pequeño pueblo en Drobnjaci (actual Montenegro). La leyenda dice que era un hombre grande, por lo que sus guerreros no pudieron cargarlo, en su lugar, extrajeron sus intestinos y los enterraron en una pequeña colina llamada Hodžina glavica (Pico del Imán). También dice la leyenda que este suceso le dio a Drobnjaci su nombre (Drob es una palabra serbocroata arcaica para intestinos), aunque el nombre de Drobnjaci ya estaba registrado antes de esta historia. Sin embargo, su conexión real con el lugar de descanso de Gazi Husrev-beg no está clara. Su cadáver fue devuelto a Sarajevo, donde permanece en un turbe en el patio de su mezquita.

## Donaciones
La dotación de Gazi Husrev-beg o el vakuf (fideicomiso o fundación) de Gazi Husrev-begov se basa en sus tres vakufnamas (actas de donación), la primera emitida en noviembre de 1531, la segunda en enero de 1537 y la tercera en noviembre de 1537. Las tres escrituras de donación también fueron la base legal para el establecimiento de la institución, Gazi Husrev-beg Vakuf (o Dotación de Gazi Husrev-beg), cuyo propósito principal es cuidar las propiedades de la donación y apoyar a las instituciones establecidas donadas. Con él, Husrev-beg legó su propiedad y riqueza para la construcción de instalaciones y el establecimiento de instituciones religiosas, educativas y públicas. El primer vakufnama de 1531 estableció la construcción de una mezquita, una cocina pública humanitaria (imaret) y una casa de huéspedes (musafirhana) y una ḫāniqāh. El segundo, emitido en 1537, requería que se estableciera y construyera la madrasa Kuršumlija, y que la biblioteca estuviera equipada con libros y otras publicaciones compradas. El tercero, de 1537, dotó propiedades adicionales para sostener la mezquita y otras instalaciones.
La dotación actual consta de una serie de edificios e instituciones construidos y apoyados por vakuf de Gazi Husrev-begov: la mezquita de Gazi Husrev-beg, construida en 1531 como objeto central de la parte religiosa de la dotación con su torre de reloj, la turbe de Husrev-beg y otros edificios complementarios. La madrasa de Gazi Husrev-begova con la biblioteca de Gazi Husrev-beg como objetos centrales de la parte educativa de la dotación, el bezistán de Gazi Husrev-begov, el han de Morića como konak y el han de Tašli como caravanserai. También el hamman de Gazi Husrev-begov, imaret y musafirhana cerca de la torre del reloj, muvekkithane, šadrvan, Hastahana como hospital, mekteb, janqa de Gazi Husrev-begov como monasterio de derviches con un internado y una gran cantidad de tiendas alrededor del (bazar) Baščaršija.
El museo de Gazi Husrev Beg fue establecido en el otoño de 2012 mediante la waqf de Gazi Husrev Beg.
La mayoría de estos edificios están declarados Monumentos Nacionales de Bosnia y Herzegovina por la Comisión para la conservación de los monumentos nacionales de Bosnia y Herzegovina.